# سفارة غانا في مصر
سفارة غانا لدى مصر هي الممثلية الدبلوماسية العليا لدولة غانا لدى جمهورية مصر العربية.

## السفارة
1 ش 26 يوليو تقاطع ش السودان - ميدان لبنان المهندسين الجيزة ·

## اقرأ أيضا
- قائمة البعثات الدبلوماسية في مصر